# سایوز تی۹
سایوز-تی۹ (به روسی: Союз )(به معنای اتحاد) یک مأموریت سرنشین دار سازمان فضایی شوروی به سمت ایستگاه فضایی سالیوت۷ و یکی از ماموریت‌های بازدید از خدمه سایوز تی۷ بود.

## خدمه مأموریت
| شماره | نام                         | ملیت               | تعداد پرواز | نقش عملیاتی | تصویر |
| ۱     | ولادیمیر لیاخوف             | اتحاد جماهیر شوروی | ۲           | فرمانده     |       |
| ۲     | الکساندر پاولویچ الکساندروف | اتحاد جماهیر شوروی | ۱           | مهندس پرواز |       |